# الكنز المرصود (فلم 2016)
الكنز المرصود فيلم تلفزي مغربي من إخراج إبراهيم شكيري سنة 2016، وبطولة كل من الحسين برداوز، سعيد باي، عبد الإله رشيد، كليلة بونعيلات، أمل الأطرش، وآخرون.

## القصة
تدور أحداث الفيلم حول «البشير»، فلاح بسيط وأب لابنين («محجوب» و«امبارك») متزوجين يقطنان معه بنفس البيت، البشير يعيش من تربية الماشية، وقطعتين من الأرض وحوالي عشرين رأسا من الغنم. عندما سيدرك البشير أن الميراث غالبا ما يكون سببا في الخصام بين ابنيه، قرر توزيعه عليهم وهو على قيد الحياة، وبعد حصول المحجوب وامبارك على التركة، أهملا والدهما، مما سيجعل البشير يلجأ إلى حيلة ذكية لتلقينهما درسا في الحياة.

## وصلات خارجية
- الكنز المرصود على موقع قاعدة بيانات الأفلام العربية